# Южный Парк (15-й сезон)
Пятнадцатый сезон американского анимационного телесериала «Южный Парк» впервые транслировался в США на телеканале Comedy Central с 27 апреля по 16 ноября 2011 года.
В ноябре 2011 года сериал был продлён до 20-го сезона.

## Актёрский состав

### Основной состав
- Трей Паркер — Стэн Марш / Эрик Картман / Рэнди Марш / мистер Гаррисон / Клайд Донован / мистер Маки / Стивен Стотч / Джимми Волмер / Тимми Барч / Филлип
- Мэтт Стоун — Кайл Брофловски / Кенни Маккормик / Баттерс Стотч / Джеральд Брофловски / Стюарт Маккормик / Крэйг Такер / Терренс
- Эйприл Стюарт — Лиэн Картман / Шелли Марш / Шерон Марш / миссис Маккормик / Венди Тестабургер / директриса Виктория
- Мона Маршалл — Шейла Брофловски / Линда Стотч

### Приглашённые звёзды
- Билл Хейдер — фермер #2[2]

## Эпизоды
| № общий | № в сезоне | Название                                                                       | Режиссёр    | Автор сценария | Дата премьеры   | Произв. код | Зрители США (млн) |
| --- | ---------- | ------------------------------------------------------------------------------ | ----------- | -------------- | --------------- | ----------- | ----------------- |
| 210 | 1          | «Человекайпадоножка» «HumancentiPad»                                           | Трей Паркер | Трей Паркер    | 27 апреля 2011  | 1501        | 3.11              |
| Кайл вынужденно принимает участие в разработке революционно-нового продукта от Apple. А в это время Картман винит свою мать в том, что у него нет даже обычного iPad. |            |                                                                                |             |                |                 |             |                   |
| 211 | 2          | «Смехобот» «Funnybot»                                                          | Трей Паркер | Трей Паркер    | 4 мая 2011      | 1502        | 2.59              |
| Джимми проводит вручение Comedy Awards и объявляет о том, что у немцев самое плохое чувство юмора в мире. Германия крайне возмущена этим заявлением. Они клянутся, что их возмездие будет зверским. |            |                                                                                |             |                |                 |             |                   |
| 212 | 3          | «Королевский пудинг» «Royal Pudding»                                           | Трей Паркер | Трей Паркер    | 11 мая 2011     | 1503        | 2.44              |
| Принц Канады собирается жениться. Это радостное время для всех канадцев, поскольку королевская свадьба скоро начнётся. Но в момент, когда принц и принцесса должны сказать свою клятву, принцессу похищают. Всех канадцев призывают спасти принцессу.                                                                            |            |                                                                                |             |                |                 |             |                   |
| 213 | 4          | «T.M.I.»                                                                       | Трей Паркер | Трей Паркер    | 18 мая 2011     | 1504        | 2.42              |
| Картман в бешенстве, на доске школьных объявлений были обнародованы размеры члена всех мальчиков. После очередной вспышки ярости его отправляют на терапию по Управлению Гневом. |            |                                                                                |             |                |                 |             |                   |
| 214 | 5          | «Спортивная ассоциация наркозависимых детей» «Crack Baby Athletic Association» | Трей Паркер | Трей Паркер    | 25 мая 2011     | 1505        | 2.53              |
| Картман создаёт новую фирму «Спортивная ассоциация наркозависимых детей», которая должна помочь наркозависимым детям. Но «С. А. Н. Д.» не совсем помогает наркозависимым детям, за этим скрывается другой замысел Картмана. |            |                                                                                |             |                |                 |             |                   |
| 215 | 6          | «Городские суши» «City Sushi»                                                  | Трей Паркер | Трей Паркер    | 1 июня 2011     | 1506        | 2.56              |
| Мистер и миссис Стотч заподозрили, что у их сына проблемы с психикой, и поэтому они отводят Баттерса к психологу, который должен ему помочь. Но они не подозревают, что у психолога тоже есть кое-какие проблемы. А в это время Лу Ким объявляет войну владельцу японского ресторана «Городские Суши».                           |            |                                                                                |             |                |                 |             |                   |
| 216 | 7          | «Стар ты стал» «You’re Getting Old»                                            | Трей Паркер | Трей Паркер    | 8 июня 2011     | 1507        | 2.30              |
| Рэнди и Шерон спорят о музыкальном вкусе Стэна, а в это время сам Стэн понимает, что с ним что-то не так, и идёт к врачу, но тот ставит ему страшный диагноз — цинизм. После этого жизнь Стэна начинает идти по-другому. |            |                                                                                |             |                |                 |             |                   |
| 217 | 8          | «Ассбургеры» «Ass Burgers»                                                     | Трей Паркер | Трей Паркер    | 5 октября 2011  | 1508        | 2.94              |
| Стэн не может вернуться к нормальной жизни, как бы он ни старался. Появляется подозрение, что у него синдром Аспергера. Тем временем Картман, при помощи Кайла и Кенни, налаживает производство вкуснейших бургеров. В чём же их секрет?                                                                                         |            |                                                                                |             |                |                 |             |                   |
| 218 | 9          | «Последний из Мексикан» «The Last of the Meheecans»                            | Трей Паркер | Трей Паркер    | 12 октября 2011 | 1509        | 2.90              |
| Мальчики играют в игру, и Баттерс, как всегда, слишком серьёзно её воспринимает и пытается выиграть. Картман любой ценой старается ему помешать. |            |                                                                                |             |                |                 |             |                   |
| 219 | 10         | «Кляп в рот» «Bass to Mouth»                                                   | Трей Паркер | Трей Паркер    | 19 октября 2011 | 1510        | 2.43              |
| Школьники Южного Парка становятся жертвой нового сайта сплетен. Некий хакер заполучил доступ к записям телефонных звонков и электронных писем, и теперь выкладывает все пикантные подробности в Сеть. Мальчики приходят в шок, узнав, кто же этот хакер.                                                                         |            |                                                                                |             |                |                 |             |                   |
| 220 | 11         | «БРАТВей» «Broadway Bro Down»                                                  | Трей Паркер | Трей Паркер    | 26 октября 2011 | 1511        | 2.92              |
| Шерон рада, что Рэнди прилагает усилия к тому, что нравится ей. Но после того, как он сводил её на хит-мюзикл в Денвере, Рэнди становится большим фанатом Бродвея. Шерон с Рэнди уезжают в Нью-Йорк, чтобы просмотреть каждый мюзикл на Бродвее.                                                                                 |            |                                                                                |             |                |                 |             |                   |
| 221 | 12         | «1 %»                                                                          | Трей Паркер | Трей Паркер    | 2 ноября 2011   | 1512        | 2.85              |
| Младшая школа Южного Парка занимает последнее место по показаниям президентского фитнес-теста из-за Картмана. Поэтому им назначаются уроки физкультуры вместо больших перемен. Недовольные дети решают отомстить Картману. Баттерс и Джимми устраивают митинг, а пятиклассники поджигают его дом. Но и это не все беды Картмана. |            |                                                                                |             |                |                 |             |                   |
| 222 | 13         | «История дня благодарения» «A History Channel Thanksgiving»                    | Трей Паркер | Трей Паркер    | 9 ноября 2011   | 1513        | 2.85              |
| Ребятам задают в школе написать историю Дня Благодарения, и они, насмотревшись Исторического Канала, приходят к выводу, что дело здесь опять пахнет пришельцами. |            |                                                                                |             |                |                 |             |                   |
| 223 | 14         | «Бедный ребёнок» «The Poor Kid»                                                | Трей Паркер | Трей Паркер    | 16 ноября 2011  | 1514        | 2.41              |
| После того как родителей Кенни арестовали, сам Кенни, его брат и сестра оказались в приёмной семье. Картман теперь серьёзно удручён, что больше не над кем издеваться в школе по поводу бедности семьи. |            |                                                                                |             |                |                 |             |                   |